# Nordicum-Mediterraneum
Nordicum-Mediterraneum ist eine wissenschaftliche, jährlich erscheinende Fachzeitschrift. Das Themengebiet der Zeitschrift umfasst die historischen, kulturellen, wirtschaftlichen, politischen, wissenschaftlichen, religiösen und künstlerischen Beziehungen zwischen Italien und Island im besonderen und die Beziehungen zwischen dem Norden und dem Mittelmeerraum im weiteren Sinne. Nordicum-Mediterraneum ist auf dem Verzeichnis der frei zugänglichen Zeitschriften der Universität von Lund eingetragen.